# Early (Texas)
Pour les articles homonymes, voir Early.
Early est une ville située au centre du comté de Brown, au Texas, aux États-Unis,. La ville est fondée incorporée en 1951.

## Démographie
Lors du recensement de 2010, la ville comptait une population de 2 762 habitants. Elle est estimée, le 1er juillet 2019, à 2 934 habitants.

### Source de la traduction
- (en) Cet article est partiellement ou en totalité issu de l’article de Wikipédia en anglais intitulé « Early, Texas » (voir la liste des auteurs).